# Hydro Thunder Hurricane
Hydro Thunder Hurricane est un jeu vidéo de course de bateaux à moteur développé par Vector Unit et Microsoft Game Studios. Il est sorti en 2010 sur Xbox 360 et PC. Le jeu est également rétrocompatible sur Xbox One depuis le 17 décembre 2015.
Il s'agit de la suite de Hydro Thunder sorti en 1999.

## Système de jeu

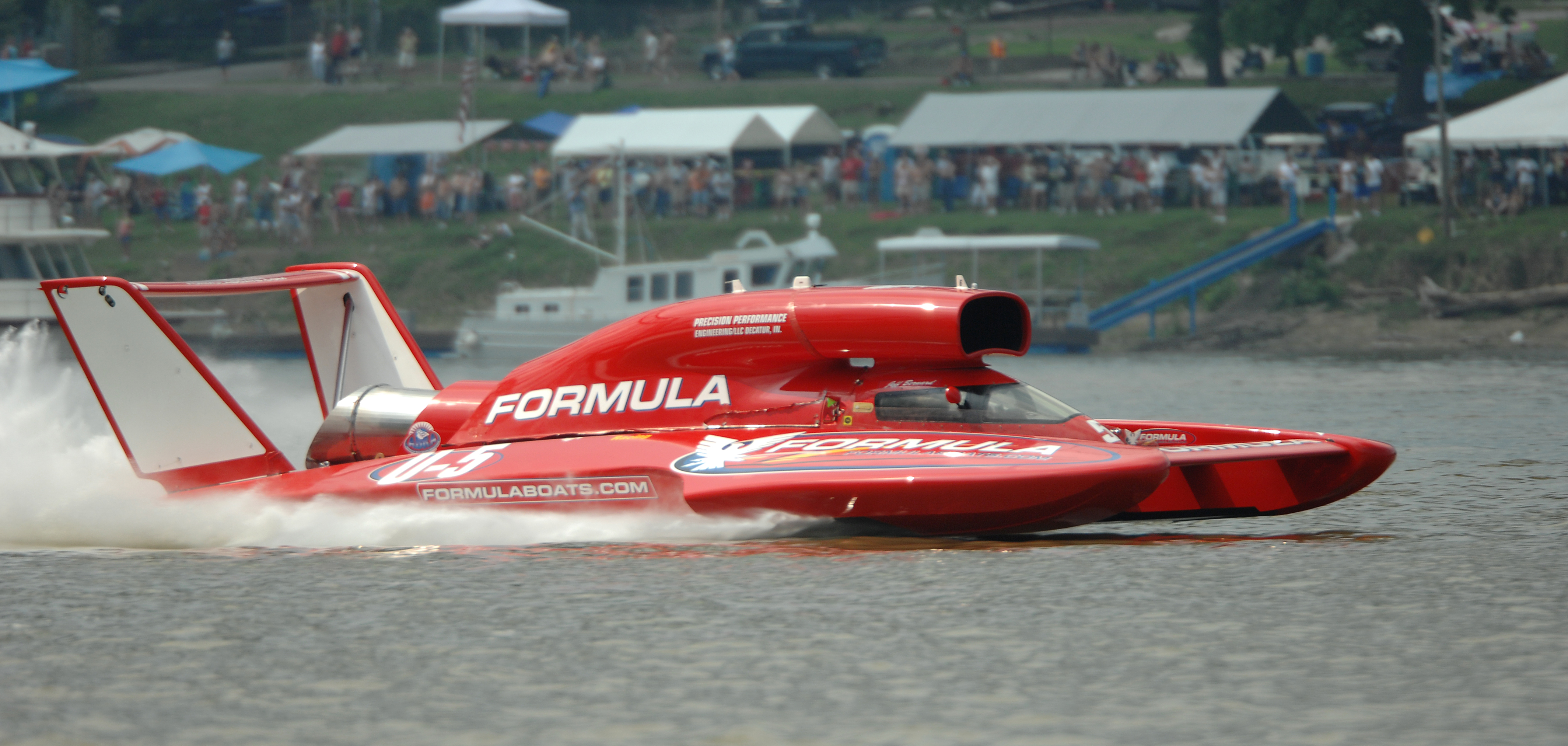
Des hydroglisseurs de course sont disponibles dans le jeu.

Hydro Thunder Hurricane est un jeu de course de bateau de style arcade, et la suite de Hydro Thunder sortie 11 ans plus tôt sur Dreamcast, PlayStation, PlayStation 2, Nintendo 64 et sur Microsoft Windows. Dans le jeu, les joueurs choisissent l'un des neuf bateaux pour naviguer sur l'un des huit parcours. Le mode de jeu principal implique une course de seize concurrents jusqu'à la ligne d'arrivée. Comme avec Hydro Thunder, les joueurs peuvent accumuler des bonus tout au long du parcours, ce qui transforme physiquement le bateau en une forme plus agressive. Une fois transformés, les joueurs peuvent utiliser le boost acquis pour augmenter la vitesse du bateau temporairement ou pour sauter par-dessus des obstacles. Les huit pistes du jeu sont le Lac Powell, Storming Asgard, Île au Monstre, Tsunami Bowl, Babylone, Égouts de Paris, Séoul et la Zone 51.